# Koela
Koordinaten: 58° 59′ N, 23° 46′ O
Koela (deutsch Koila) ist ein Dorf (estnisch küla) in der Landgemeinde Lääne-Nigula im Kreis Lääne in Estland. Bis 2013 gehörte es zur mittlerweile aufgelösten Landgemeinde Taebla.

## Einwohnerschaft und Lage
Der Ort hat 46 Einwohner (Stand 31. Dezember 2011). Seine Fläche beträgt 9,5 Quadratkilometer.
Das Dorf liegt 12 Kilometer nordöstlich der Landkreishauptstadt Haapsalu.

## Geschichte
Koela wurde erstmals im Jahr 1228 unter dem Namen Quevele urkundlich erwähnt. Während der Zugehörigkeit zum Bistum Ösel-Wiek war das Dorf zweigeteilt: zum einen in das bischöfliche Dorf Fidder, zum anderen in den privaten Hof Koyvel.

## Bauern- und Heimatmuseum
Auf dem aus dem 19. Jahrhundert stammenden Hof Uuetalu befindet sich seit 1987 ein Bauern- und Heimatmuseum (Koela talumuuseum). Es zeigt in den Sommermonaten die traditionelle Lebens- und Arbeitsweise der estnischen Landbevölkerung. Neben historischen Landmaschinen beschäftigt sich eine Ausstellung mit alten Spielsachen.